# 桑切斯·德富雷特斯
桑切斯·德富雷特斯（西班牙語：Eduardo Sánchez de Fuentes，1874年—1944年）。古巴音乐家。曾任哈瓦那文学艺术研究所音乐部秘书。他写了许多民歌，为表彰他的贡献，古巴政府指定每年4月3日，他的诞辰为“古巴歌曲节”。他也作有一些古典音乐作品，如歌剧《遇难者》等六部，交响诗《安娜卡奥纳》、清唱剧《圣诞节》，管弦乐《古巴三联画》《古巴狂想曲》等。